# Demetrio Cidone
Demetrio Cidone (in greco Δημήτριος Kυδώνης?; Tessalonica, 1320 circa – Creta, 1398 circa) è stato un letterato, teologo, traduttore e politico bizantino, fra i primi a diffondere la cultura greca in Italia.
Fu uno dei protagonisti della vita culturale bizantina nel XIV secolo e servì tre volte come mesazōn (primo ministro).

## Biografia
Non si hanno date certe su Demetrio Cidone: la data di nascita è posta fra il 1315 e il 1325, e quella di morte tra la fine del 1399 e il principio del 1400. Fu allievo del teologo Nilo Cabasila. Dopo il ritorno a Costantinopoli di Giovanni VI Cantacuzeno (nel 1347), Demetrio si stabilì a corte dove ebbe ruoli importanti; fu infatti mesazon (equivalente a primo ministro e consigliere dell'imperatore) di Giovanni VI Cantacuzeno, ruolo che ebbe successivamente anche con gli imperatori Paleologi Giovanni V e Manuele II. Nel 1354 si recò una prima volta in Italia, dove studiò gli scritti dei maggiori teologi e filosofi medievali e si dedicò a stringere legami tra l'impero romano d'oriente e i paesi latini occidentali contro la minaccia dei Turchi; nello stesso tempo fu fra i primi a diffondere la cultura greca fra gli umanisti latini. Attratto dalla Scolastica latina, tradusse in greco alcune delle maggiori opere occidentali, tra cui alcune opere di Agostino di Ippona, di Anselmo d'Aosta e di Tommaso d'Aquino (la Summa contra gentiles e gran parte della Summa theologiae). Lo stesso Giovanni VI usò la traduzione che Demetrio aveva fatto della Improbatio Alcorani (Confutazione del Corano) del domenicano Ricoldo da Montecroce come fonte per i suoi scritti contro l’Islam. Assieme al proprio fratello Procoro divenne un acceso avversario dei seguaci di Gregorio Palamas, e collaborò ai tentativi di riunione della Chiesa cattolica con le Chiese ortodosse. Nel 1365 Demetrio si convertì alla Chiesa Cattolica.
Ritornato a Costantinopoli, Cidone fu nominato mesazon dall'imperatore Giovanni V Paleologo nel 1369, anno in cui accompagnò l'imperatore nel suo viaggio a Roma. Assente dalla corte di bisanzio durante il regno di Andronico IV Paleologo, vi ritornò nel 1379 col ritorno di Giovanni V. Si ritirò a vita privata attorno al 1383; ma, dopo la morte di Giovanni V (1391), fu richiamato a corte dal suo allievo Manuele II. Nel 1395 fu ancora una volta in Italia: a Venezia con Manuele Crisolora. Si dimise dagli incarichi politici nel 1396 e si ritirò definitivamente all'isola di Creta, dove morì. Lasciò una imponente collezione di 447 lettere, preziosa per ricostruire la storia della civiltà bizantina del XIV secolo e la storia delle relazioni fra l'impero bizantino e l'Occidente, in particolare l'Italia.

## Opere
- «Monodia Demetrii Cydonii occisorum Thessalonicæ» (Monodia per i morti di Tessalonica). In: Patrologiae Græcae vol. 109, coll. 637-652: Scriptores post Theophanem ex edit. Fr. Combefisii. Paris: J.-P. Migne, 1861
- «Notitia ex Fabricio», «Demetrii Cydonii Liber adversus Gregorium Palamam» (Contro Gregorio Palamas), «De processione Spiritus Sancti»[4], «Ad Barlaamum epistola de processione Spiritus Sancti», «Ad Romaeos Deliberativa» (Esortazione ai Romani), «Ejusdem oratio alia Deliberativa de non Reddenda Gallipoli Petente Amurate» (Altra esortazione ai Romani per Gallipoli), «Monodia de Seditione Thessalonicensi Anno MCCXLIII». In: Patrologiae Græcae vol. 154: Joannes Cantacuzenus Imp. CP, Philotheus Cpolitanus Patriarcha, Demetrius Cydonius, Maximus Chrysoberga Monachus, coll. 825-1036, 1866
- Demetrii Cydonii De contemnenda morte oratio; ex codicibus edidit Henricus Deckelmann, Coll. Bibliotheca scriptorum Graecorum et Romanorum Teubneriana, Leipzig: B.G. Teubner, 1987 (Riproduzione dell'edizione: Lipsiae: in aedibus B.G. Teubneri, 1901), ISBN 3322003566.
- «Lettere». In: Jean François Boissonade (a cura di), Anecdota nova; descripsit et annotavit Jo. Franc. Boissonade, Hildesheim: G. Olms, 1962, pp. 249–326 (Riproduzione dell'edizione: Paris, 1844).
- «Lettere». In: Giuseppe Cammelli, Byzantinisch-neugriechische Jahrbücher, 1922, pp. 67–76; Byzantinisch-neugriechische Jahrbücher, 1923, pp. 77–83
- Due orazioni a Cantacuzeno e una a Giovanni Paleologo. In: Byzantinisch-neugriechische Jahrbücher, 1924, pp. 282–295
- Traduzione della Summa contra gentiles di Tommaso d'Aquino, portata a termine il 24 dicembre 1354[5]; la traduzione inedita à contenuta nel codice Vat. gr. 1924[1]. Cidonio farà ulteriori traduzioni in lingua greca di teologi latini. Fra le opere inedite: un'omelia sull'Annunciazione contenuta nel codice Vat. gr. 604 e un'apologia in cui Demetrio spiega i motivi della sua conversione al cattolicesimo contenuta nel codice Vat. gr. 1102[1].